# Gilles Boulouque
Pour les articles homonymes, voir Boulouque.
Gilles Boulouque, né le 3 août 1950 à Neuilly-sur-Seine et mort le 13 décembre 1990 à Paris, est l'un des premiers magistrats antiterroristes français. Il fut notamment chargé des dossiers des terroristes arméniens de l'ASALA, de Georges Ibrahim Abdallah des Fractions armées révolutionnaires libanaises (FARL), des attentats de Paris en 1985-1986 et des commandos français de l'ETA.

## Famille
Fils de l'avocat juif d'origine marocaine et algérienne converti au catholicisme Pierre Boulouk-Bachi et de la petite-fille de Léon Gaumont, pionnier du cinéma, Claude Gaumont, il est le père de la romancière Clémence Boulouque.

## Carrière
Il commence sa carrière au tribunal d'Évry en 1976. Affecté à Bobigny, il inculpe, en 1981, l'ex-capitaine de gendarmerie Paul Barril, alors chef du GIGN et chargé de la sécurité à l'Élysée, dans une affaire de trafic d'armes à laquelle auraient été mêlés des réseaux d'extrême-droite. Nommé à Paris en 1983, il commence à traiter des dossiers de terrorisme. Il est nommé en 1986 à la 14e section du parquet de Paris, spécialisée dans les affaires de terrorisme, qui vient d'être créée sous la responsabilité de son ami Alain Marsaud.
C'est lui qui, progressivement, va centraliser les dossiers des terroristes pro-iraniens et des attentats de 1985-1986 à Paris, revendiqués par les CSPPA, comités de soutien aux prisonniers politiques arabes.
À la fin des années 1980, Gilles Boulouque est candidat aux élections professionnelles pour l'Association professionnelle des magistrats. En juin 1990, il fonde l'Observatoire des libertés. Dans un entretien accordé à l'hebdomadaire Valeurs actuelles, il explique : « le citoyen ne se reconnaît plus dans une justice dont il constate la dépendance à l'égard du pouvoir politique. »
Affecté par les suites de l'affaire Gordji, Gilles Boulouque se suicide le 13 décembre 1990,.

## Affaire Gordji

### Guerre des ambassades
Dans le cadre de l'instruction concernant les attentats commis à Paris en 1985-1986, Gilles Boulouque convoque Wahid Gordji le 3 juin 1987. Gordji est officiellement interprète à l'ambassade d'Iran à Paris, mais il exerce une influence notable sur les diplomates iraniens. Le juge Boulouque souhaite l'entendre à titre de témoin. Gordji est absent de son domicile. Soupçonnant sa présence dans les locaux de l'ambassade d'Iran, la police française met en place un dispositif de contrôle autour de celle-ci le 29 juin. En mesure de rétorsion, le gouvernement iranien accuse d'espionnage Paul Torri, un diplomate français en poste à Téhéran et organise le blocus de l'ambassade de France le 30 juin. C'est le début de la « guerre des ambassades » qui va durer cinq mois et qui sera marquée par la rupture des relations diplomatiques entre la France et l'Iran le 17 juillet.
Cette affaire intervient pendant la première cohabitation, alors que cinq Français sont retenus en otage au Liban par le Hezbollah, mouvement chiite pro-iranien.
Bien que l'instruction du juge fasse apparaître, dès le mois de juillet, que les charges pesant sur Gordji sont excessivement légères, le ministre de l'Intérieur Charles Pasqua souhaite maintenir la pression sur l'interprète afin de négocier avec l'Iran en position de force la libération des otages français au Liban. Après des mois de tractations secrètes, l'Iran intervient pour que le Hezbollah libère Roger Auque et Jean-Louis Normandin le 28 novembre 1987. Le lendemain, Gordji se rend chez le juge Boulouque qui procède à son audition. Avec l'accord du procureur Michel Raynaud, le juge ne retient aucune charge contre lui. Quelques heures plus tard, Gordji reprend l'avion pour Téhéran via Karachi et Paul Torri regagne la France.

### Réactions
Commentant le dénouement de cette affaire, le président Mitterrand provoque le jour même un certain malaise en déclarant : « On ne peut pas troquer le crime contre l'innocence. » Lionel Jospin, premier secrétaire du Parti socialiste, questionne : « La justice a-t-elle été commise à faire ce que le pouvoir politique lui demandait ? ». Le Syndicat de la magistrature affirme : « Ce qui vient de se passer peut apparaître comme une manipulation de l'appareil judiciaire qui aurait participé à la raison d'État. » La presse se divise. Dans le quotidien Le Monde, Georges Marion écrit : « Dans cette affaire, la justice est apparue comme quantité négligeable. » Pierre Feydel dans Le Matin demande : « Qu'a-t-on fait de l'État de droit à propos de M. Gordji ? ». En revanche, Le Quotidien de Paris et L'Humanité se réjouissent sans restriction du dénouement de l'affaire et de la libération des otages.
Le juge Boulouque se déclare « outré » par ces mises en cause. Il rappelle qu'il souhaitait entendre Gordji comme simple témoin : « Si cela n'avait pas été le cas, j'aurais délivré contre lui un mandat d'amener ou un mandat d'arrêt. Je lui ai posé toutes les questions que je souhaitais lui poser. Ses réponses n'ont pas été en contradiction avec celles des autres personnes mises en cause dans ce dossier. » Il souligne que, en accord avec le parquet, il avait indiqué au préalable qu'il y avait très peu de chances que Gordji soit inculpé à l'issue de l'audition.
En 1987, le véritable auteur de la série d'attentats, Fouad Ali Saleh, est arrêté par la DST alors qu'il préparait une deuxième campagne de terreur.

### Suites de l'affaire
Gilles Boulouque est très affecté par une caricature de Plantu à la une du Monde, le dépeignant en employé d'agence de voyage devant un Gordji hilare. Il est également écœuré par l'exploitation politicienne de cette libération, au point de porter plainte contre deux journalistes de Libération et du Monde qui mettent en cause son indépendance. Les deux journalistes seront condamnés pour diffamation en décembre 1989 par le tribunal de Paris. Devant la Cour d'appel en juillet 1990, Gilles Boulouque se désistera de sa plainte.
En novembre 1988, la Chancellerie permet son inculpation pour « violation du secret de l'instruction » sur plainte de Fouad Ali Saleh, mis en examen pour sa participation aux attentats de 1986. Le juge Boulouque demeure en garde à vue pendant 24 heures avant de recouvrer la liberté. Cette mise en examen suscite l'indignation de l'UDF et du RPR, alors dans l'opposition. Pierre Méhaignerie déclare qu'il est « inadmissible et dangereux que la justice soit ballottée au rythme des alternances politiques ». La requête en suspicion légitime déposée contre le juge Boulouque par Fouad Ali Saleh est rejetée par la Cour de Cassation le 21 décembre 1988. En mars 1990, Fouad Ali Saleh sera condamné à vingt ans de réclusion criminelle.
Gilles Boulouque, qui ne s'est jamais remis des attaques dont il a été l'objet, met fin à ses jours, le 13 décembre 1990, à son domicile de la rue Caulaincourt dans le 18e arrondissement de Paris avec l'arme qui lui avait été confiée au titre des mesures de protection des magistrats antiterroristes. De nombreuses personnalités lui rendent hommage, notamment le Garde des Sceaux Henri Nallet, le ministre de l'Intérieur Pierre Joxe, Georges Kiejman et Jacques Chirac.
Il est inhumé à Paris, au cimetière de Belleville.

En 2015, un ancien juge en reparle à la suite des soupçons d'assassinat politique de Alberto Nisman : 
« Gilles Boulouque est mort d’avoir été au service de la manifestation de la vérité dans un monde où il n’y a plus de place pour la vérité »
— Jacques Bidalou

### Débat télévisé Mitterrand-Chirac du 24 avril 1988
L'affaire Gordji donne lieu à un échange verbal très tendu entre François Mitterrand et Jacques Chirac lors du débat télévisé qui clôt la campagne présidentielle de 1988. Jacques Chirac reproche à son adversaire la mise en liberté des responsables du groupe terroriste Action Directe Nathalie Ménigon et Jean-Marc Rouillan.
En réponse, le président de la République met en cause son Premier ministre à propos de l'affaire Gordji : « Je me souviens des conditions dans lesquelles vous avez renvoyé en Iran M. Gordji, après m'avoir expliqué, à moi, dans mon bureau, que son dossier était écrasant et que sa complicité était démontrée dans les assassinats qui avaient ensanglanté Paris à la fin de 1986. » Chirac réplique : « Est-ce que vous pouvez dire, monsieur Mitterrand, en me regardant dans les yeux, que je vous ai dit que Gordji, que nous avions les preuves que Gordji était coupable de complicité ou d'actions dans les actes précédents. Alors que je vous ai toujours dit que cette affaire était du seul ressort du Juge, que je n'arrivais pas à savoir, ce qui est normal compte tenu de la séparation des pouvoirs, ce qu'il y avait dans ce dossier et que, par conséquent, il m'était impossible de dire si, véritablement, Gordji était ou non impliqué dans cette affaire et le Juge, en bout de course, a dit que non. (...) Pouvez-vous vraiment contester ma version des choses en me regardant dans les yeux ? » Mitterrand met fin à l'échange : « Dans les yeux, je la conteste. Car lorsque Gordji a été arrêté et lorsque s'est déroulée cette grave affaire du blocus de l'ambassade d'Iran avec ses conséquences à Téhéran, c'est parce que le gouvernement nous avait apporté ce que nous pensions être suffisamment sérieux comme quoi il était l'un des inspirateurs du terrorisme de la fin de 1986. Et cela, vous le savez fort bien… »
Le 18 septembre 1989, lors d'une conversation avec le journaliste Franz-Olivier Giesbert, François Mitterrand avouera que Jacques Chirac ne lui avait jamais tenu les propos qu'il lui avait imputés lors du débat, : « Je n'ai jamais entendu Chirac affirmer que le dossier Gordji était « écrasant ». Ce sont ses ministres Pasqua et Pandraud qui me l'ont dit. Pas lui. »
Pour sa part, le magistrat antiterroriste Alain Marsaud, qui instruisit avec Gilles Boulouque le dossier des attentats de 1985-1986, explique qu'il avait tenu informé Gilles Ménage, directeur de cabinet de Mitterrand, de l'évolution judiciaire du dossier et donc « de l'effondrement des charges qui pesaient sur Gordji. » Ce témoignage est confirmé par l'écrivain Patrice de Méritens et le journaliste d'investigation Charles Villeneuve qui observent que le 10 août 1987 le procureur de la République avait informé le directeur de la DST, en liaison avec Gilles Ménage, de l'état exact du dossier. Par ailleurs, ils notent que la circulation de l'information entre Matignon et l'Élysée était facilitée par la relation courtoise et diplomatique entre Maurice Ulrich et Jean-Louis Bianco. François Mitterrand ne pouvait donc ignorer la minceur du dossier Gordji.
Dans leur livre Chirac d'Arabie, Éric Aeschimann et Christophe Boltanski évoquent précisément une réunion tenue à l'Élysée le 2 juillet 1987 au cours de laquelle, en présence de Charles Pasqua, Jacques Chirac et Jean-Bernard Raimond, Robert Pandraud  explique au président Mitterrand à propos de Gordji : « Et puis, même s'il se rendait à la convocation du juge... Nous sommes entre nous : dans le dossier il n'y a pas grand-chose et je pense que le juge le libérerait. » La relation de cette réunion par le ministre des Affaires étrangères Jean-Bernard Raimond - qui, pourtant, affirme inexplicablement que « C'est Mitterrand qui disait vrai » - recoupe cette information : « J'entendis Robert Pandraud s'adresser au Président de la République : "Monsieur le Président, l'ennui dans tout cela c'est que le dossier Gordji est vide !" » Ce témoignage est rapporté mot pour mot par Jacques Attali, qui situe la réunion vers la mi-juin. Attali ajoute que lors de cette réunion : « décision fut prise d'organiser l'audition de Gordji par le juge au Palais de justice, puis si rien n'était retenu contre lui, de l'expulser. »
Le commissaire René-Georges Querry, chef adjoint de l'Unité de coordination de la lutte antiterroriste (UCLAT) à l'époque des attentats de 1985-1986, se dit « sidéré » par le « cynisme et l'aplomb incroyables » dont a fait preuve François Mitterrand. L'UCLAT a centralisé les enquêtes sur les attentats et Querry sait que Gordji est hors de cause. Il confirme que François Mitterrand, en parfaite connaissance de cause, a donné son accord au départ de Gordji après la libération de Auque et Normandin. Pour lui, l'affirmation de François Mitterrand au cours du débat « représente le summum du machiavélisme en politique ».

## Pour approfondir

### Filmographie
Documentaire
- 2005: La Fille du juge de William Karel (adaptation du livre précédent)

Téléfilm
- 2012: L'Affaire Gordji, histoire d'une cohabitation, de Guillaume Nicloux, joué par Éric Elmosnino.